# Afroaves
Afroaves é um clado de aves recém proposto, constituído pelos Coraciiformes, pica-paus (Piciformes), Bucerotiformes, Trogoniformes, Leptosomatiformes, Coliiformes, corujas (Strigiformes), aves de rapina (Accipitriformes) e abutres do Novo mundo (Cathartiformes). O clado parece ser o grupo irmão das Australaves.

Na taxonomia Prum et al 2015,Classifica os Acciptrimorphae como um clado fora de afroaves